# Hamatonbetsu
Hamatonbetsu (jap. 浜頓別町 Hamatonbetsu-chō) – miasto w Japonii, w prefekturze Hokkaido, w podprefekturze Sōya. Według danych na rok 2020 miejscowość zamieszkiwało 3 448 mieszkańców , a gęstość zaludnienia wyniosła 8,6 os./km².